# Miquel Cirera i Lamarca
Miquel Cirera i Lamarca   (Manresa, 2 d'octubre de 1958) és un antic pilot de trial català que destacà en competicions estatals a finals de la dècada del 1970 i començament de la del 1980. Anys més tard, tornà a competir en campionats de "clàssiques" i en guanyà dues vegades el campionat estatal. El seu germà Ramon també competí en trial amb cert èxit i compartí equip amb ell a Montesa durant algunes temporades a mitjan dècada del 1970
Miquel Cirera ha estat sempre vinculat a Montesa: a la seva època en fou un dels principals pilots oficials catalans, després treballà durant anys a les oficines del seu Departament d'Investigació i Desenvolupament (dirigit per Pere Pi) i, més tard, passà a ser-ne el principal responsable de l'equip oficial de trial al mundial. Al llarg dels anys, des d'aquest lloc va ajudar a aconseguir els seus nombrosos títols mundials a Marc Colomer, Takahisa Fujinami, Laia Sanz, Dougie Lampkin i Toni Bou. Cirera ocupà el càrrec fins a finals de desembre del 2021, en què deixà definitivament l'empresa. El seu lloc al capdavant de l'equip de trial passà a assumir-lo Takahisa Fujinami, un cop retirat de les competicions a finals d'aquella temporada.

## Palmarès
| Any  | Motocicleta | C. d'Espanya | C. Clàssiques |
| ---- | ----------- | ------------ | ------------- |
| 1976 | Montesa     | 8è           | -             |
| 1977 | Montesa     | 7è           | -             |
| 1978 | Montesa     | 5è           | -             |
| 1979 | Montesa     | 4t           | -             |
| 1980 | Montesa     | 7è           | -             |
| 1981 | Montesa     | 8è           | -             |
| 1982 | Montesa     | 13è          | -             |
| 1983 | Montesa     | 19è          | -             |
| 1984 | Montesa     | 26è          | -             |
|      |             |              |               |
| 2001 | Honda       | -            | 1r            |
| 2002 | ?           | -            | 1r            |